# Dasylirion
Genre
Classification APG III (2009)
Dasylirion est un genre de plantes de la famille des asparagacées.

## Liste d’espèces
- Section Dasylirion Trel.
  - Dasylirion graminifolium (Zucc.) Zucc.
  - Dasylirion acrotrichum (Schiede) Zucc.
  - Dasylirion parryanum Trel.
  - Dasylirion leiophyllum Engelm. ex Trel.
  - Dasylirion lucidum Rose
  - Dasylirion serratifolium (Karw. ex Schult. & Schult.f.) Zucc.
  - Dasylirion texanum Scheele
  - Dasylirion simplex Trel.
  - Dasylirion gentryi Bogler
- Section Quadrangulatae Trel.
  - Dasylirion longissimum Lem.
  - Dasylirion miquihuanense Bogler
  - Dasylirion treleasei (Bogler) Hochstätter
  - Dasylirion quadrangulatum S.Watson
- Section Glaucophyllum Hochstätter.
  - Dasylirion glaucophyllum Hook.
  - Dasylirion occidentalis Bogler ex Hochstätter
  - Dasylirion cedrosanum Trel.
  - Dasylirion berlandieri S.Watson
  - Dasylirion palaciosii Rzed.
  - Dasylirion longistylum J.F.Macbr.
  - Dasylirion durangense Trel.
  - Dasylirion sereke Bogler
  - Dasylirion wheeleri S.Watson ex Rothr.

### SelonITIS
- Dasylirion leiophyllum Engelm. ex Trel.
- Dasylirion texanum Scheele
- Dasylirion wheeleri S. Wats.